# Albert Riera Vidal
Albert Riera Vidal (Barcellona, 28 dicembre 1983) è un allenatore di calcio ed ex calciatore spagnolo naturalizzato neozelandese, di ruolo centrocampista, tecnico dell'ABM Galaxy.

## Biografia
Albert Riera Vidal, soprannominato El Terorista, è cresciuto nelle giovanili del CD Binéfar, ha giocato per alcuni anni nelle serie minori spagnole. Durante un viaggio in Nuova Zelanda, contatta quasi per caso l'allenatore dell'Auckland City Football Club, il suo connazionale Ramon Tribulietx che lo farà esordire a gennaio 2011.
Nel 2013, nel corso di un'amichevole, viene notato dall'allenatore dei Wellington Phoenix (compagine che gioca nella professionistica A-League australiana) e  viene ingaggiato. A gennaio il contratto viene prolungato per un anno.
Nel 2018 ha ottenuto la nazionalità neozelandese.
Nel 2021 lascia l'attività di calciatore per intraprendere quella di allenatore, prima nei West Coast Rangers, poi da dicembre 2021 per l'Auckland City, con cui vince la OFC Champions League alla prima partecipazione, nel 2022, ripetendosi nei due anni successivi.A inizio 2025 lascia la guida della prima squadra per motivi familiari ma resta nello staff tecnico della squadra  fino a maggio 2025, in cui viene ingaggato dal Galaxy FC di Vanuatu., che porta alla vittoria del campionato.

## Statistiche

### Statistiche da allenatore
| Stagione             | Squadra              | Campionato           | Campionato | Campionato | Campionato | Campionato | Coppe nazionali | Coppe nazionali | Coppe nazionali | Coppe nazionali | Coppe nazionali | Coppe continentali | Coppe continentali | Coppe continentali | Coppe continentali | Coppe continentali | Altre coppe | Altre coppe | Altre coppe | Altre coppe | Altre coppe | Totale | Totale | Totale | Totale | Vittorie % | Piazz.   |
| Stagione             | Squadra              | Comp                 | G          | V          | N          | P          | Comp            | G               | V               | N               | P               | Comp               | G                  | V                  | N                  | P                  | Comp        | G           | V           | N           | P           | G      | V      | N      | P      | %          | Piazz.   |
| -------------------- | -------------------- | -------------------- | ---------- | ---------- | ---------- | ---------- | --------------- | --------------- | --------------- | --------------- | --------------- | ------------------ | ------------------ | ------------------ | ------------------ | ------------------ | ----------- | ----------- | ----------- | ----------- | ----------- | ------ | ------ | ------ | ------ | ---------- | -------- |
| apr.-ago. 2021       | West Coast Rangers   | NL                   | 14         | 3          | 2          | 9          | -               | -               | -               | -               | -               | -                  | -                  | -                  | -                  | -                  | -           | -           | -           | -           | -           | 14     | 3      | 2      | 9      | 21,43      | Sub, 11° |
| 2022                 | Auckland City        | NL+NZNL              | 22+10      | 20+8       | 2          | 2          | -               | -               | -               | -               | -               | OCL                | 5                  | 5                  | 0                  | 0                  | CmC         | 1           | 0           | 0           | 1           | 38     | 33     | 2      | 3      | 86,84      | 1°       |
| 2023                 | Auckland City        | NL+NZNL              | 22+10      | 19+7       | 3+0        | 0+3        | -               | -               | -               | -               | -               | OCL                | 7                  | 5                  | 2                  | 0                  | CmC         | 1           | 0           | 0           | 1           | 40     | 31     | 5      | 4      | 77,50      | 2°       |
| 2024                 | Auckland City        | NL+NZNL              | 22+10      | 16+7       | 3+1        | 3+2        | CC              | 4               | 3               | 1               | 0               | OCL                | 7                  | 5                  | 2                  | 0                  | CI          | 1           | 0           | 0           | 1           | 44     | 31     | 7      | 6      | 70,45      | 2°       |
| Totale Auckland City | Totale Auckland City | Totale Auckland City | 66+30      | 55+22      | 9          | 5+5        |                 | 4               | 3               | 1               | 0               |                    | 19                 | 15                 | 4                  | 0                  |             | 3           | 0           | 0           | 3           | 122    | 95     | 14     | 13     | 77,87      |          |
| Totale carriera      | Totale carriera      | Totale carriera      | 110        | 80         | 11         | 19         |                 | 4               | 3               | 1               | 0               |                    | 19                 | 15                 | 4                  | 0                  |             | 3           | 0           | 0           | 3           | 136    | 98     | 16     | 22     | 72,06      |          |

## Palmarès

### Giocatore

#### Club

##### Competizioni nazionali
- Campionato neozelandese: 2

Auckland City: 2017-2018, 2019-2020

##### Competizioni internazionali
- OFC Champions League: 3

Auckland City: 2010-2011, 2011-2012, 2012-2013

#### Individuale
- Miglior giocatore della OFC Champions League: 1

2011-2012

### Allenatore

#### Competizioni nazionali
- Campionato neozelandese: 2

Auckland City: 2022, 2024
- Chatham Cup: 1

Auckland City: 2022
- Campionati di Vanuatu: 1  (VFF Champions League)

ABM Galaxy FC: 2025

#### Competizioni internazionali
- OFC Champions League: 3

Auckland City: 2022,  2023, 2024